# Lilyhammer
Lilyhammer es una serie de netflix noruego-estadounidense que protagoniza Steven Van Zandt sobre un gánster originario de Nueva York llamado Frank "el Mediador" Tagliano que intenta empezar una vida nueva en Lillehammer, Noruega. La primera temporada se estrenó en Noruega NRK1 el 25 de enero de 2012 con una audiencia récord de 998.000 espectadores (un quinto de la población de Noruega), y en Netflix en América del Norte el 6 de febrero de 2012, con todos los ocho episodios disponibles para streaming en el servicio. Lilyhammer estuvo promocionado como "el primer contenido exclusivo ofrecido por Netflix".
La ortografía del título de la serie alude al nombre del perro de Tagliano que fue asesinado en el primer episodio durante un intento de acabar con su vida, y la manera que Frank y algunos otros anglófonos pronuncian el nombre de la ciudad. La serie produjo tres temporadas; el episodio final se emitió el 17 de diciembre de 2014. El 22 de julio de 2015, Van Zandt posteó en Twitter que la serie había sido cancelada, y el día siguiente Netflix confirmó que la retiraban. NRK posee los derechos y son optimistas ante un futuro trato con otra compañía para una cuarta temporada.

## Sinopsis
Frank Tagliano (Steven Van Zandt), un antiguo subjefe de una familia de la mafia estadounidense, está colocado en el Programa de Protección Federal de Testigos después de haber declarado en contra de Aldo Delucci (Thomas Grube), el nuevo cabecilla de la mafia tras la muerte de su hermano, Sally "Boy" Delucci, que además ordena un ataque contra Frank sin éxito. Frank pide ser reubicado en Lillehammer, donde cree que nadie lo buscará. Su nueva identidad noruego-estadounidense es Giovanni "Johnny" Henriksen. En Lillehammer intentará retomar su vida criminal mediante extorsiones y otros trabajos de dudosa legalidad, todo con la ayuda de nuevos amigos noruegos y algún que otro romance.

## Reparto
- Steven Van Zandt como Frank Tagliano / Giovanni "Johnny" Henriksen
- Trond Fausa Aurvåg como Torgeir Lien
- Steinar Sagen como Roar Lien
- Marian Saastad Ottesen como Sigrid Haugli
- Mikael Aksnes-Pehrson como Jonas
- Fridtjov Såheim como Jan Johansen
- Anne Krigsvoll como Laila Hovland
- Robert Skjærstad como Roy "Fingern" Aass
- Tommy Karlsen Sandum como Arne
- Nils Jørgen Kaalstad como Dag Solstad
- Finn Schau como Arve Østli
- Kyrre Hellum como Geir "Elvis" Tvedt
- Sven Nordin como Julius Bakke
- Harald Sørlie como director de Tienda de la Criatura
- Beate Eriksen como la madre de Arne
- Jay Benedict como Agente de FBI Becker
- Thomas Grube como Aldo Delucci
- Greg Canestrari como Jerry Delucci
- Janis Maria Wilson como señorita Gudbrandsdalen
- Tim Ahern como Robert Grasso
- Kyrre Haugen Sydness como Thomas Aune
- Henriette Steenstrup como Randi
- Pål Espen Kilstad como Trond
- Erik Madsen
- Amy Beth Hayes
- Amit Shah como Gareth
- Richard Skog como Odjobb
- Silje Torp como Mette Hansen
- Tony Pitt como Tony Martillo
- Alan Ford como Terence ("Terry")
- Paul Kaye como Duncan Martillo
- Jakob Oftebro como Chris
- Maureen Van Zandt como Ange
- Tony Sirico como Tony Tagliano
- Bruce Springsteen como Giuseppe Tagliano
- Rhys Coiro como Tommy Mangano
- Ida Elise Broch como Birgitte
- Maria Joana Chiappetta como Alex
- Michael Badalucco como Joey Salmone
- Farack Abbas como Rashid

## Producción
La primera temporada se grabó en 2011, terminando la posproducción en noviembre y originalmente pensada para ser emitida en NRK1 el 1 de enero de 2012. La emisión noruega fue pospuesta debido a un conflicto entre NRK1 y los productores sobre temas publicitarios, los cuales eran ilegales para la ley noruega. La serie se estrenó en Noruega el 25 de enero de 2012. Estando encargada por NRK1 de Rubicon televisión AS, en asociación con Netflix y un distribuidor alemán llamado Red Arrow International.
La segunda temporada estuvo filmada en Noruega y Nueva York durante los primeros cuatro meses de 2013. La producción estuvo retrasada debido al programa de Van Zandt con Bruce Springsteen y E Street Band Wrecking Wrecking Ball Tour.[cita requerida] Van Zandt fue reemplazado en la gira australiana por el guitarrista Tom Morello de modo que la grabación pudo continuar.
El octavo episodio de la tercera temporada se empezó a filmar en enero de 2014, con Netflix la exclusividad en EE. UU. La tercera temporada se rodó en Lillehammer, Lofoten, y Oslo en Noruega, Nueva York y Río de Janeiro.
Según Rolling Stone, Van Zandt es el responsable de la mayoría de la banda sonora musical del espectáculo.

## Emisión
Lilyhammer se estrenó en Noruega el 25 de enero de 2012. El 6 de febrero de 2012 empezó a emitirse en streaming en Netflix en Canadá y los EE. UU. De 11 de septiembre de 2012, se transmitió en BBC Cuatro en el Reino Unido. La serie estuvo comprada por SBS en Australia. La serie ha sido vendida a más 130 países en todo el mundo. El 22 de julio de 2015, Steven Van Zandt publicó en Twitter que la serie había sido cancelada, y al día siguiente Netflix confirmó que retiraban la serie. NRK, quién posee los derechos de la serie, se mantiene optimista aun así a que se podrá hacer un trato con otra compañía para una cuarta temporada.